# Productschap Margarine, Vetten en Oliën
Het Productschap Margarine, Vetten en Oliën was een Nederlands productschap dat zich richtte op margarine, vetten en oliën. Het Productschap Margarine, Vetten en Oliën had als wettelijke taak het behartigen van de gehele branche en het belang van de Nederlandse samenleving. Het productschap werd geheel gefinancierd uit heffingen op de invoer en productie van oliezaden, oliën en vetten en bestuurd door werkgevers en werknemers. Na de opheffing van de productschappen is men verder gegaan als vereniging.
Onder de activiteiten van deze vereniging vallen onder andere:
- het meepraten over regelgeving in Den Haag en in Brussel
- het doen of uitbesteden van onderzoek
- voorlichting over margarine, vetten en oliën